# Бородино (метеорит)
Бородино́ — железокаменный метеорит весом 325 граммов.
Метеорит упал накануне Бородинского сражения в расположение русской артиллерийской батареи, занимавшей позицию у деревни Горки. Упавший камень был подобран часовым и передан командиру батарейной роты майору (по другим сведениям, подполковнику) Христиану Ивановичу Дитерихсу (Дидрихсу), офицеру 7-й пехотной дивизии генерал-лейтенанта Капцевича. Получивший ранение в Бородинской битве офицер впоследствии дослужился до звания полковника, был уволен в отставку как генерал-майор и жил в имении своей семьи в Кассупене (Курляндия).
Метеорит достался по наследству его сыну, также генерал-майору Ивану Христиановичу Дитерихсу, служившему в инженерных войсках; он умер около 1863 года, оставив метеорит управителю своего имения Герке, который в 1891 году (почти через 80 лет после падения) передал небольшой осколок метеорита массой около 1 г известному исследователю и коллекционеру Юлиану Ивановичу Симашко, а основную его часть — в Горный музей.
В настоящее время метеорит «Бородино» находится в постоянной экспозиции метеоритов Горного музея в зале Космогонии. В одной витрине с ним экспонируется копия архивного документа о его поступлении.